# Добысна
Добысна, До́босна или Добосна́ (также: Дубосна, Добасна; бел. До́басна, Дабасна, Добысна) — река в Беларуси, правый приток Днепра.

## Описание
Река Добысна протекает по территории Кировского района Могилёвской области и Рогачёвского и Жлобинского районов Гомельской области Белоруссии. Исток реки располагается возле села Скачёк Кировского района. Устье находится в южной части города Жлобин. Русло проходит по территории северной части Гомельского Полесья.
Длина реки составляет 81 км. Площадь водосбора — 874 км². Среднегодовой расход воды в устье — 4 м³/с. Средний уклон реки — 0,6 м/км.
Речная долина в верхнем течении невыраженная, в нижнем трапециевидная, шириной 700—900 м. Склоны слаборасчленённые, пологие, местами умеренно крутые, высотой 6—10 м, песчаные и супесчаные, преимущественно под пашней. Пойма двухсторонняя, ширина 200—300 м.
Ширина реки в межень составляет 5—15 м. Наивысший уровень воды отмечается в третьей декаде декабря и составляет 1,8 м над уровнем в межень. Река замерзает в середине декабря. Весенний ледоход начинается в третьей декаде марта и длится 3—5 дней. На период весеннего половодья приходится до 55 % годового стока. Максимальный уровень половодья отмечается в начале третьей декады марта: средняя высота над меженным уровнем в нижнем течении достигает 1,8 м.
До XX века местность, по которой протекала Добысна, была сильно заболоченной. Однако в советские годы на прилегающих территориях развернулись мелиоративные работы. В частности, к настоящему времени русло реки канализовано почти на всём протяжении.
Основные притоки — Белица (левый) и Язнач (правый). На территории Кировского района на реке организовано одноимённое водохранилище. К северу и югу от агрогородка Красный Берег река принимает стоки из мелиоративных каналов на месте бывших болот. Также к бассейну Добысны относится водохранилище Скриплица.

## Исследовательские и мелиоративные работы
Исследования гидрологического режима Добысны впервые были проведены в 1931—1941 годах. Наблюдения ведутся вплоть до настоящего времени на гидрологическом посту деревни Малевичская Рудня Жлобинского района.
В 1968—1975 годах проводились работы по канализации русла на протяжении 69,9 км (от истока до деревни Горбачёвка — 51,4 км; от деревни Краснобережская Слободка до железной дороги Калинковичи — Жлобин — 18,5 км).

## Достопримечательности
На берегах Добысны располагается несколько парковых комплексов:
1. Жиличский дворцово-парковый комплекс (агрогородок Жиличи, Кировский район Могилёвской области). Сформирован в XVIII—XIX веках[5].
2. Краснобережский усадебно-парковый комплекс (агрогородок Красный Берег, Жлобинский район Гомельской области) — хорошо сохранившийся образец садово-паркового искусства и архитектуры эклектического направления конца XIX — начала XX века[10].
3. Краснобережский «Английский парк» с пейзажно-регулярной планировкой, заложенный по проекту архитектора Ф. Шаниора. Площадь комплекса составляет около 10 га. Объект входит в список памятников природы республиканского значения[10].